# 澳門巴士2A路線
澳門巴士2A路線是由澳巴經營，往返東方明珠和亞馬喇前地的巴士路線。

## 簡介及歷史
- 本線最早於1998年時已經投入服務，當年澳門東北區快速發展，新福利在2路線的基礎上，開設了2短線。但由於該線未經當時澳葡政府工務運輸司批准開設，在開設後數個月就停駛。

- 2009年4月26日起，交通事務局進行第二階段巴士路線調整，2短線改為2A路線，並改為往返「東方明珠」及「亞馬喇前地」。2短線巴士原由順景廣場總站往返南灣／羅保博士街，大部分行程與2路線相同，不同之處是本線不途經新馬路、媽閣廟。[1]當時班次是19:30前15-22分鐘一班；19:30後24-26分鐘一班，比主線稀疏一倍。

- 2011年8月1日，本線改由澳巴經營，並調整班距為8-12分鐘。

- 2015年6月12日起，改道至新雅馬路與慕拉士大馬路連接通道，取消停靠「慕拉士／飛通大廈」站。[2]

- 2017年4月22日，取消停靠「慕拉士／發電廠」站。

- 2017年6月1日起，調整例假日班距，改為尖峰10-12分鐘、離峰12-15分鐘。[3]

- 2019年5月18日起，改為循環線運作。

- 2020年3月12日起，“水坑尾街”改名為“水坑尾／天神巷”。[4]

- 2020年12月底至2021年4月3日，受慕拉士大馬路下水道工程影響，暫不停靠「東北大馬路／海濱」站，臨時停靠「黑沙環新街／南華」站。

- 2022年7月11日至17日，本線改以特別巴士專線方式營運，僅供特許人士乘搭。[5][6]

- 2022年7月18日至22日，因宣佈延長“相對靜止管理”措施，本線維持上述措施。[7]

- 2024年8月26日，開設特班車路線，於平日早上尖峰時段營運，往返黑沙環衛生中心及葡京酒店。[8]

## 使用車輛

### 新福利時期

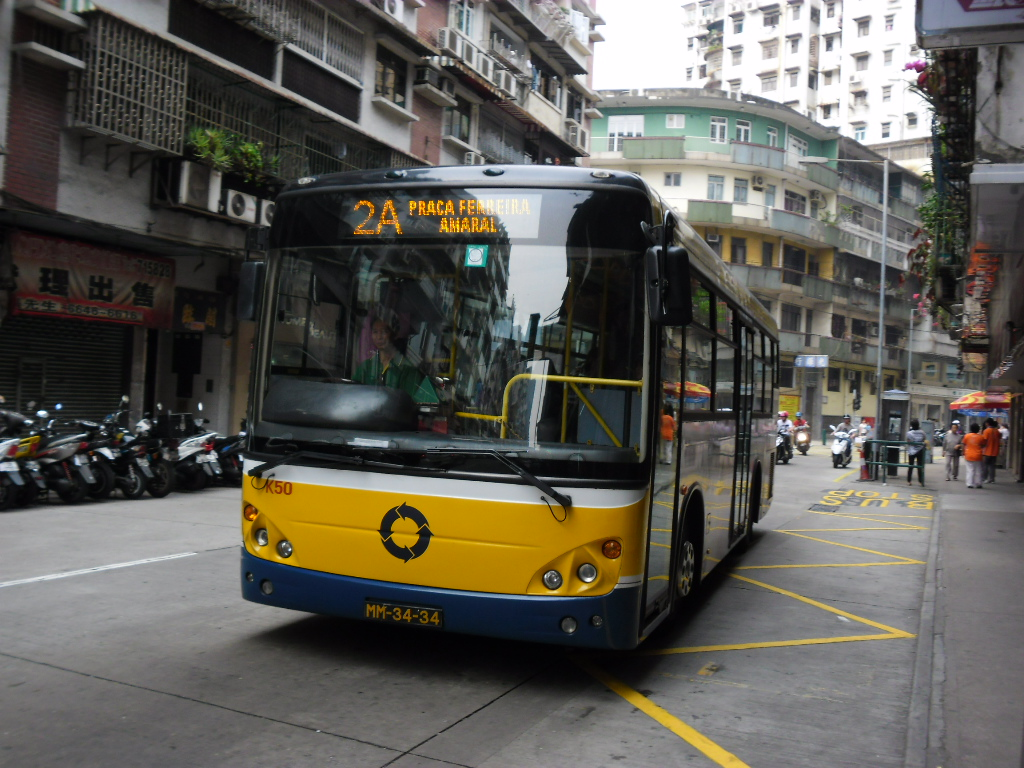
蘇州金龍KLQ6930G（主車）
- 三菱Rosa（主車）
- 平治O814型中巴（特見）

### 澳巴時期
2013年8月9日前：

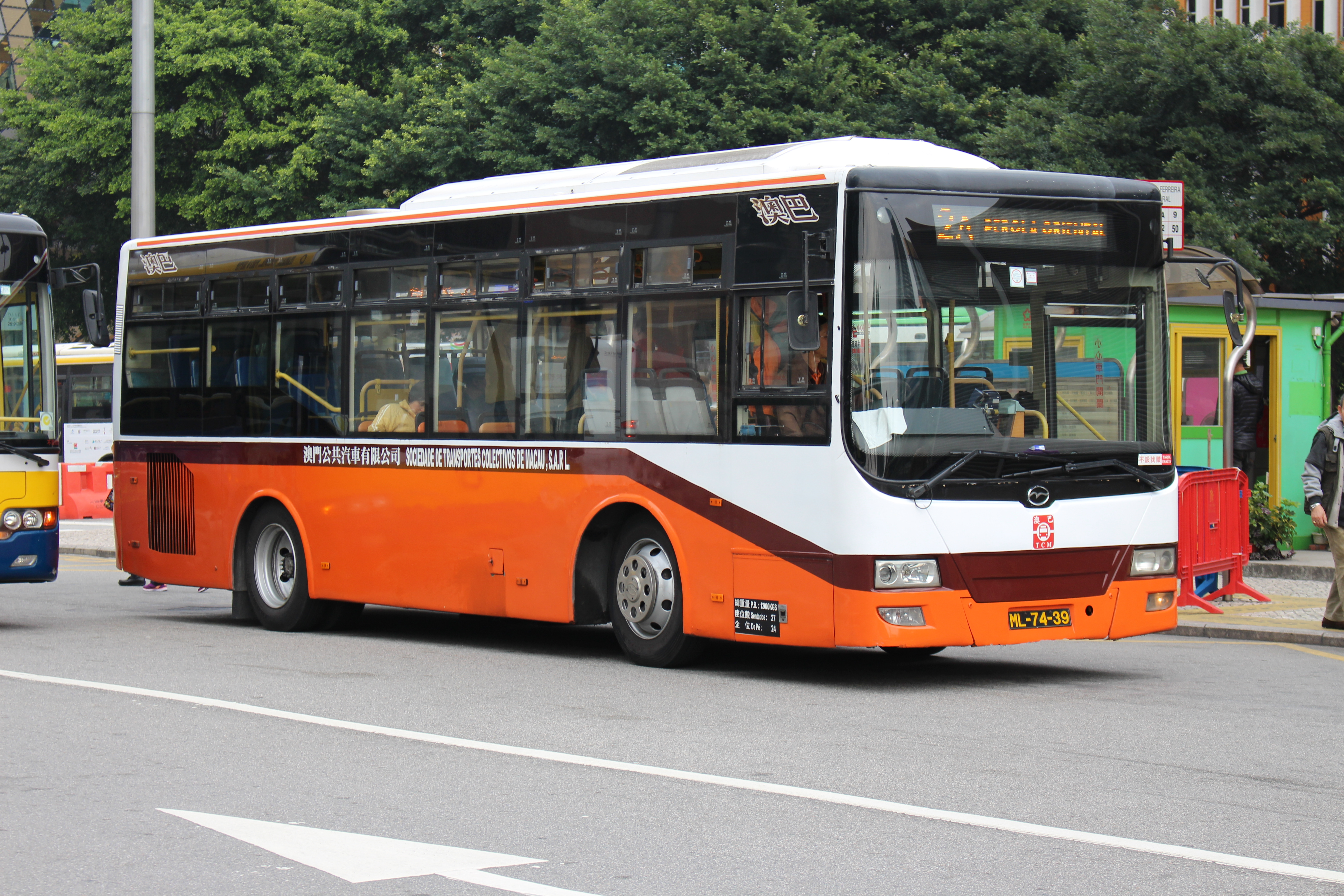
五洲龍FDG6920BG
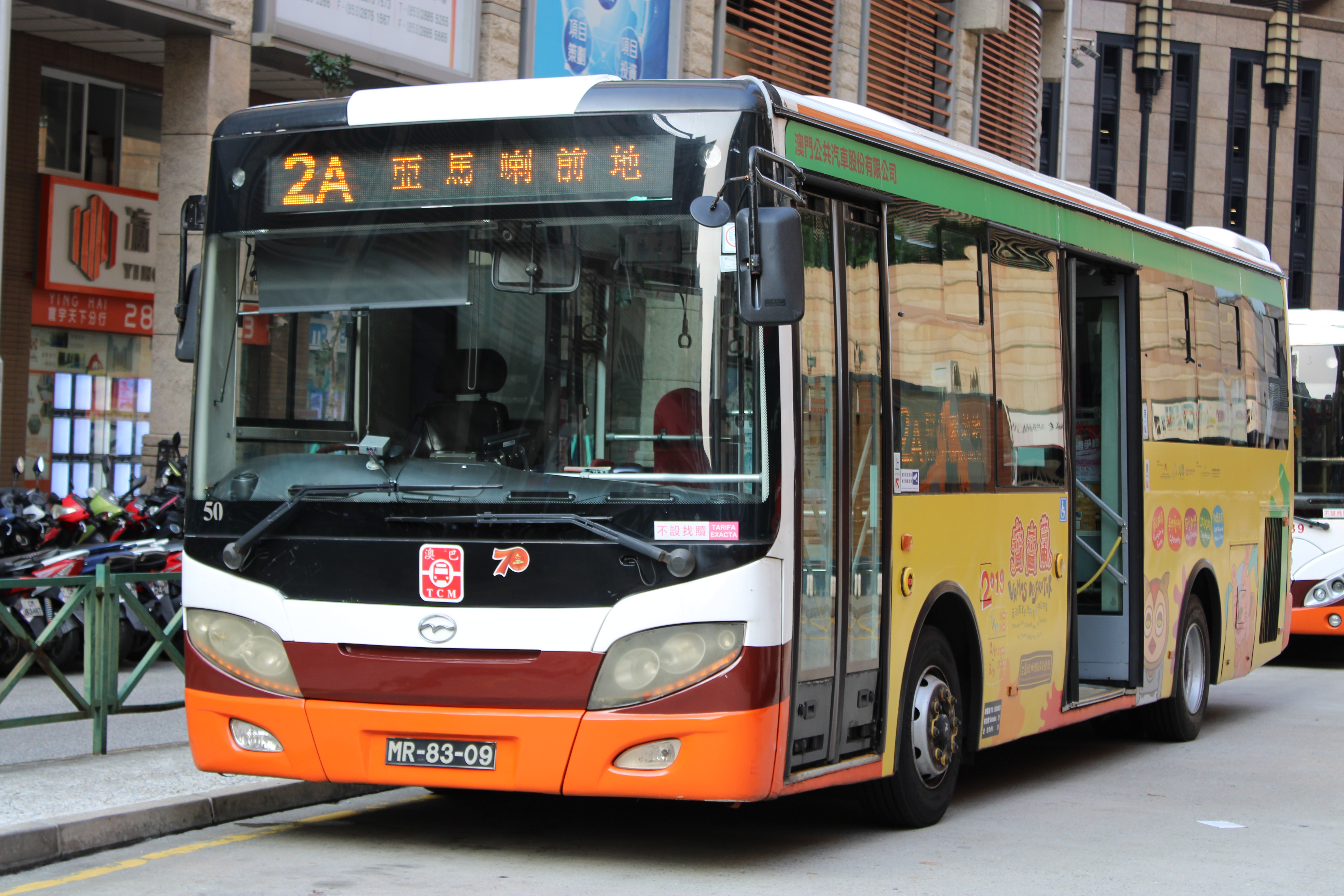
五州龍FDG6751G
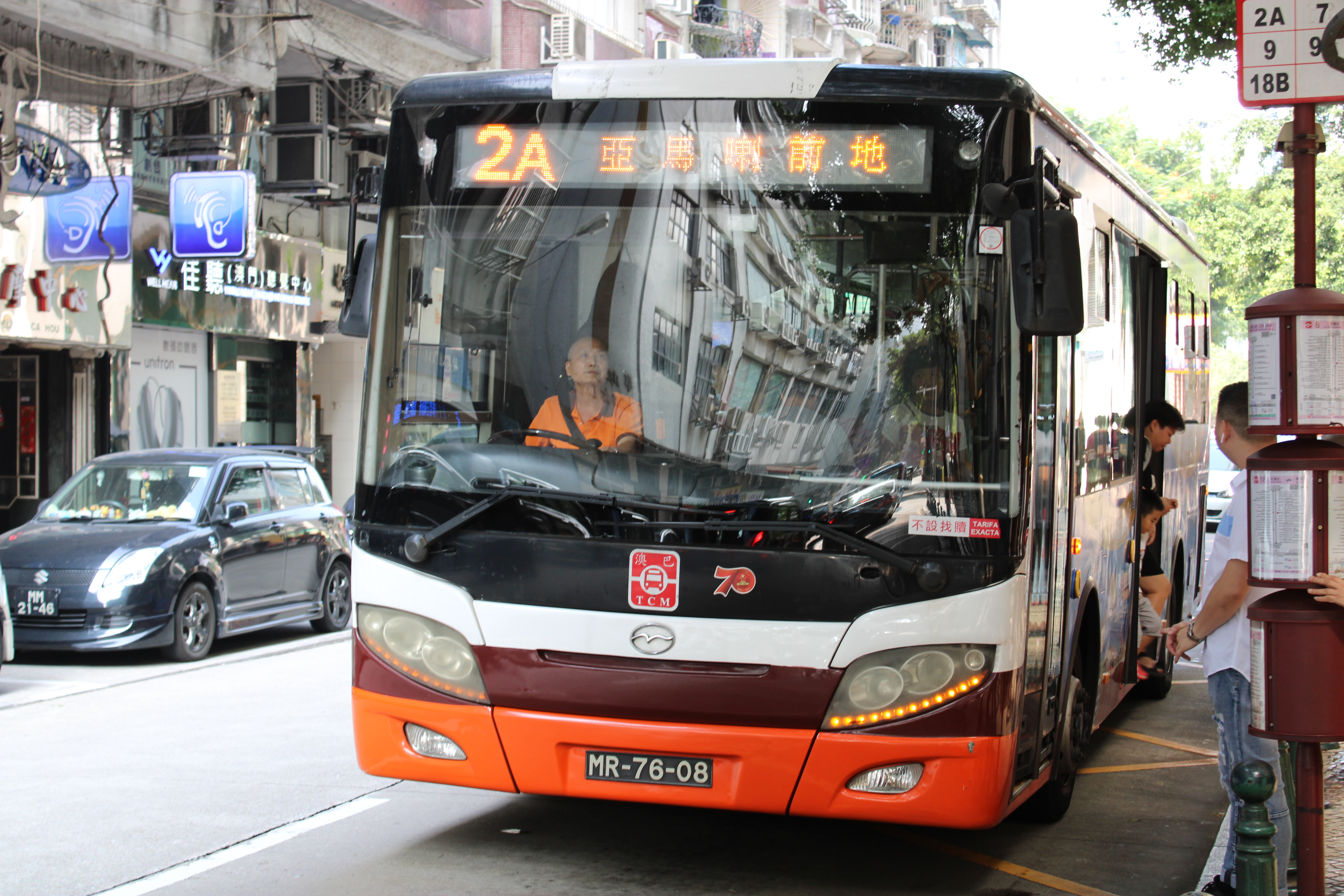
五洲龍FDG6951G
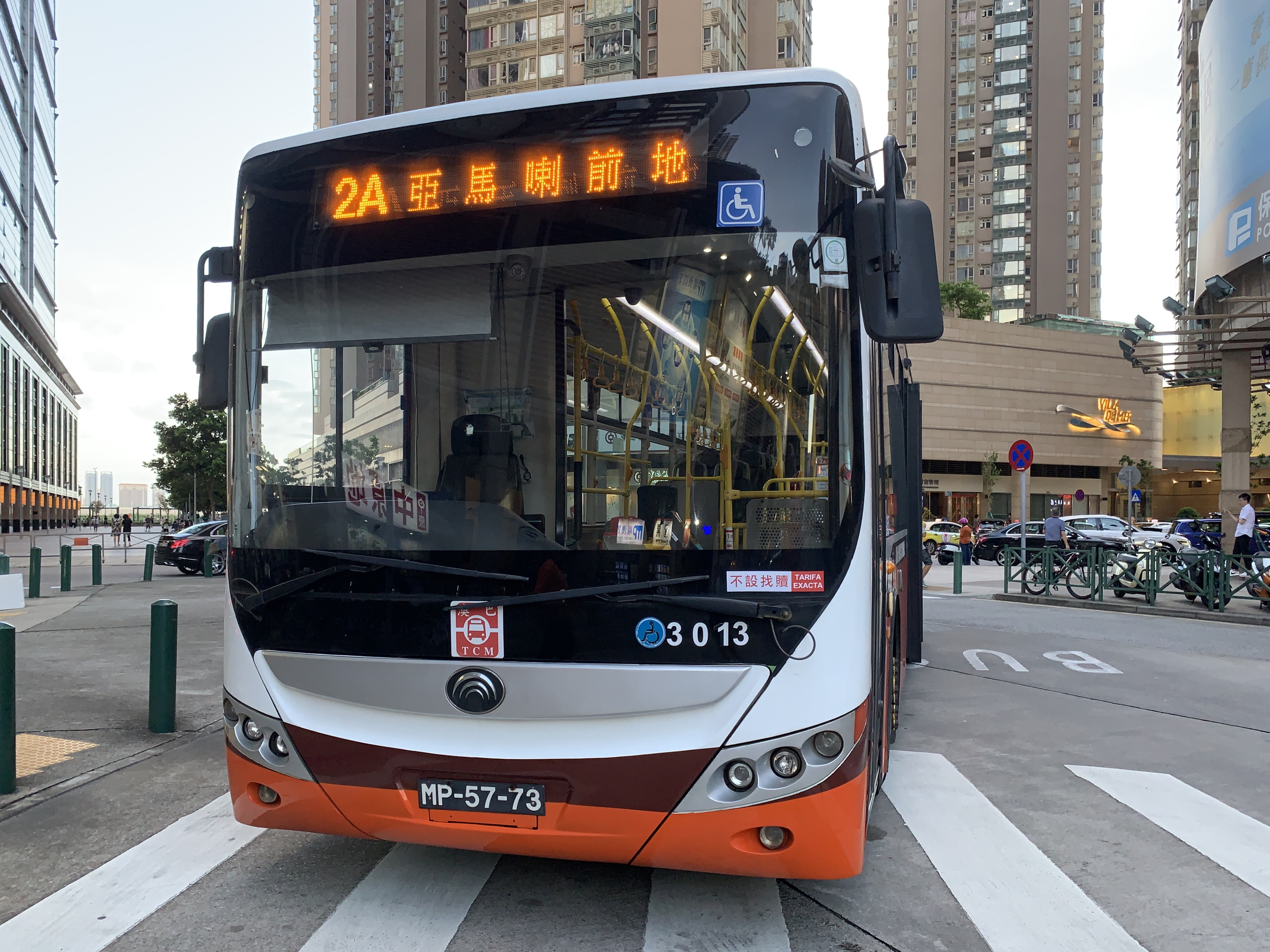
宇通ZK6118HGE
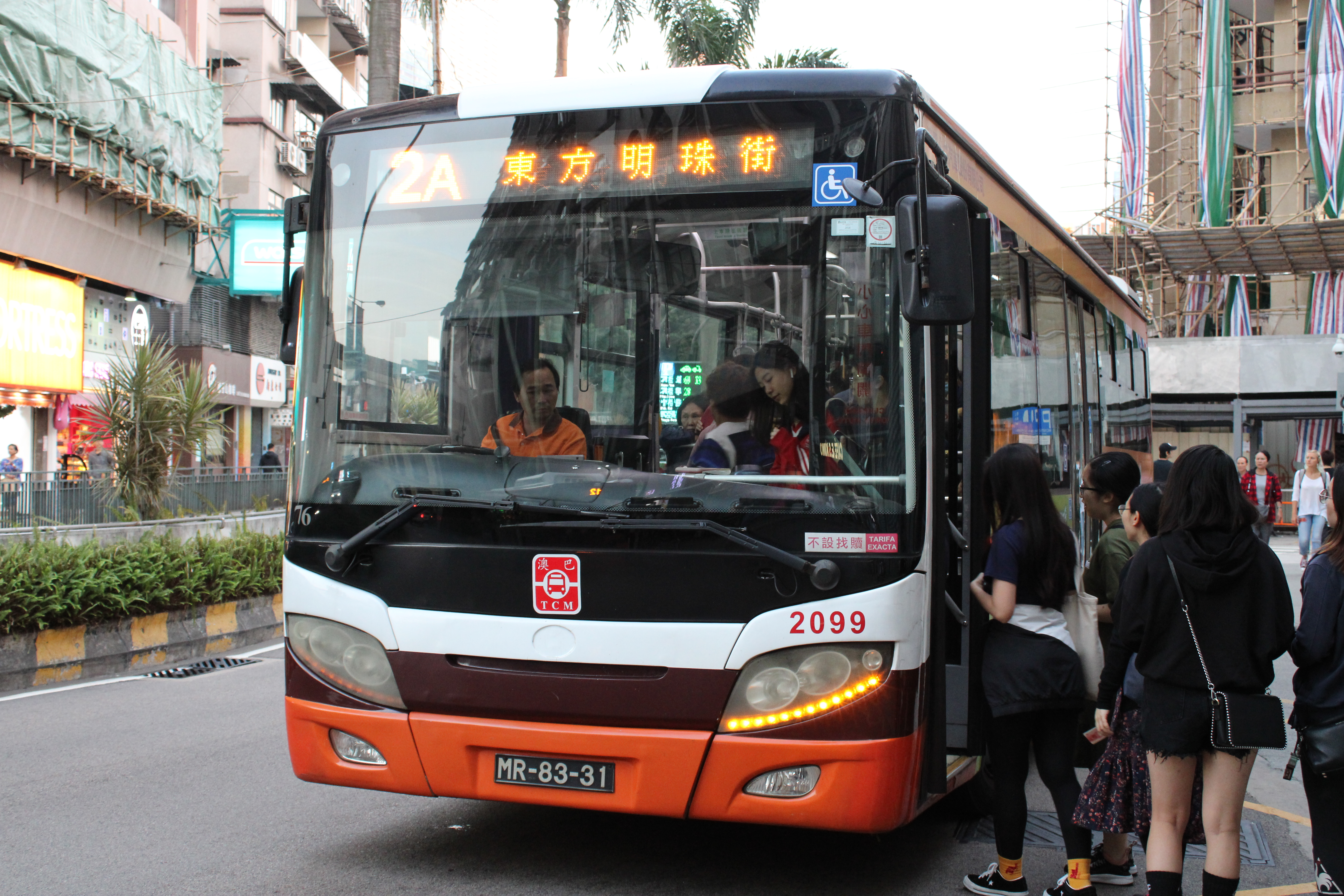
五洲龍FDG6951G
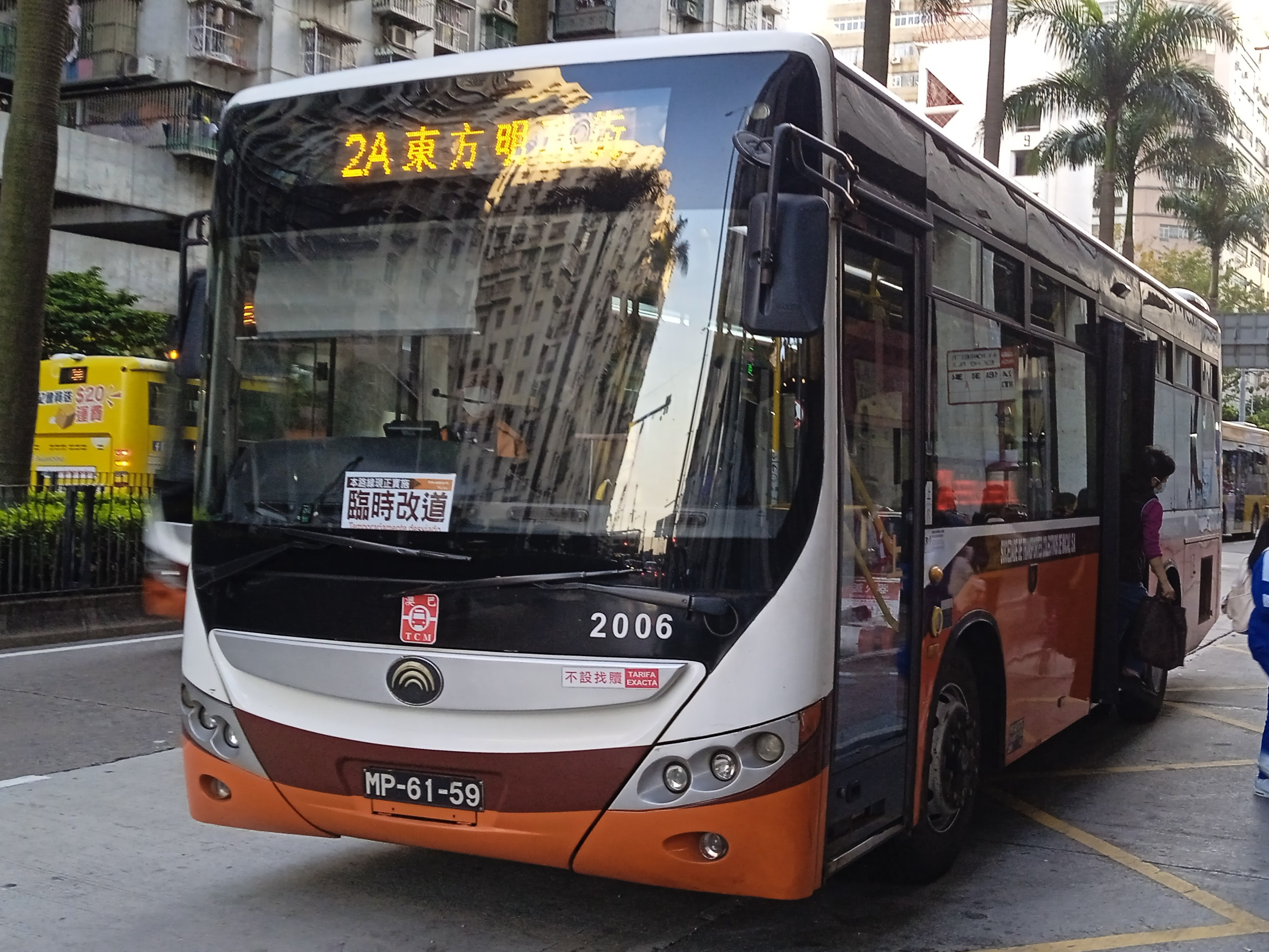
宇通ZK6902HG
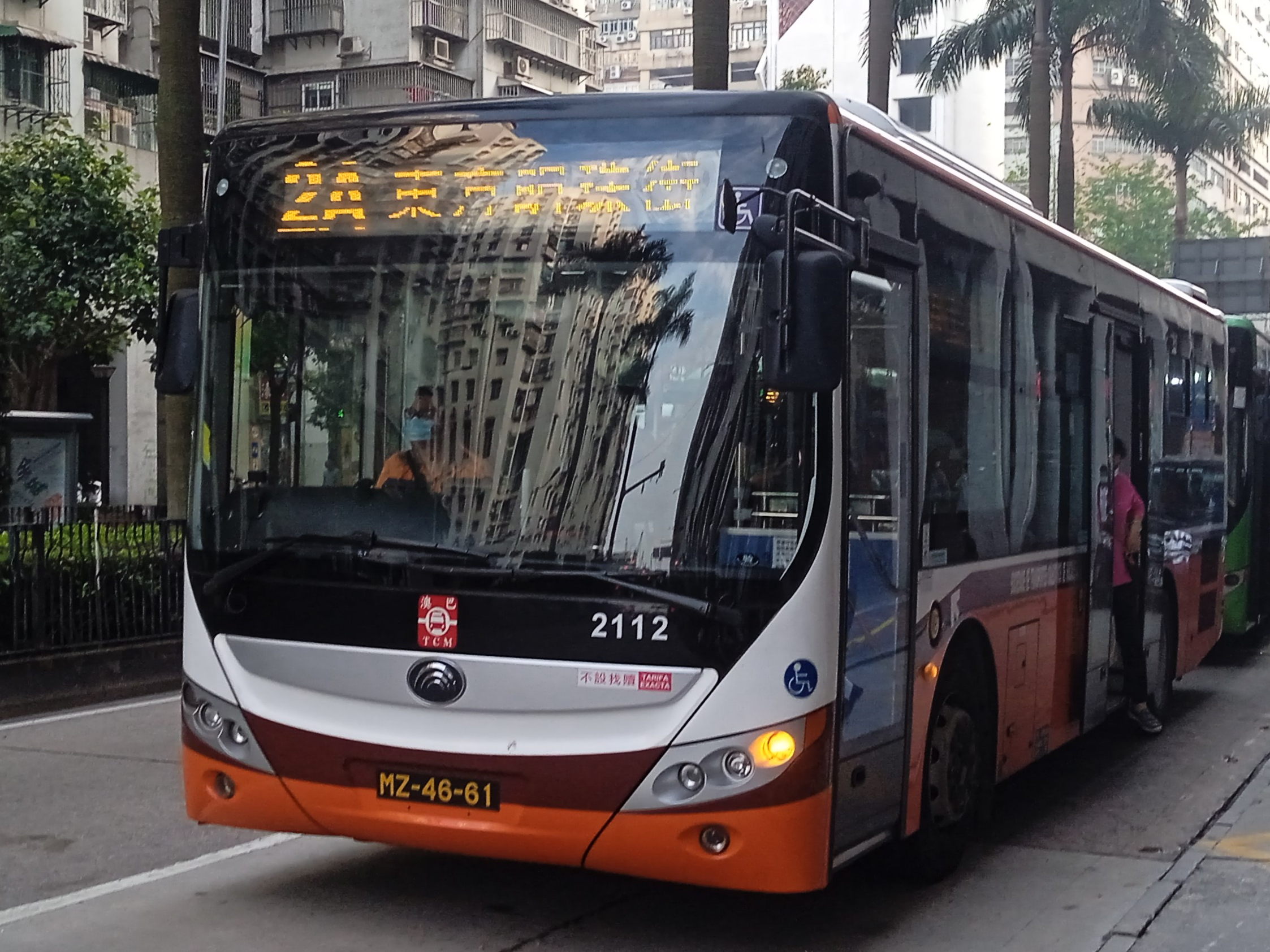
宇通ZK6986HG
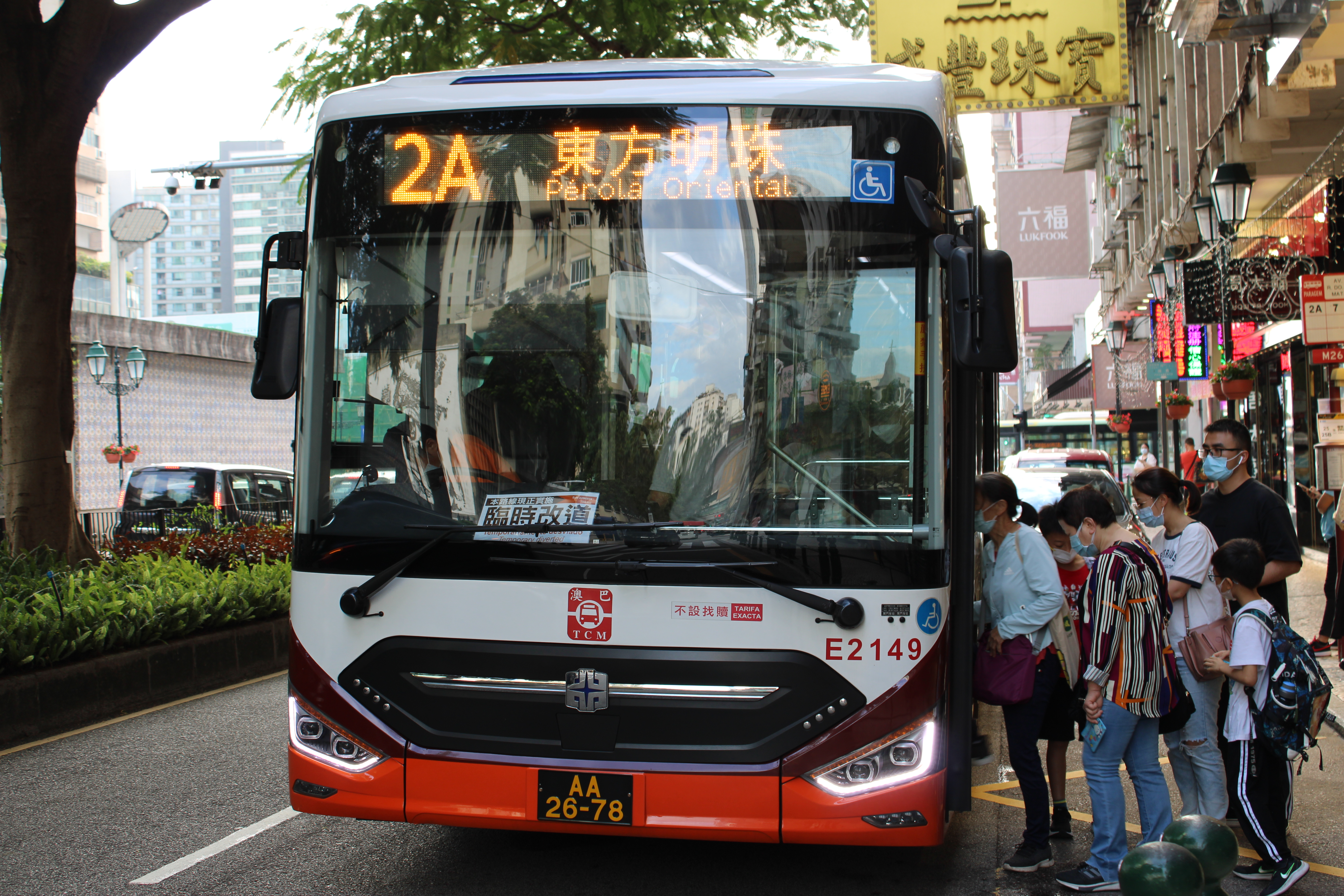
中通LCK6980SHEVG
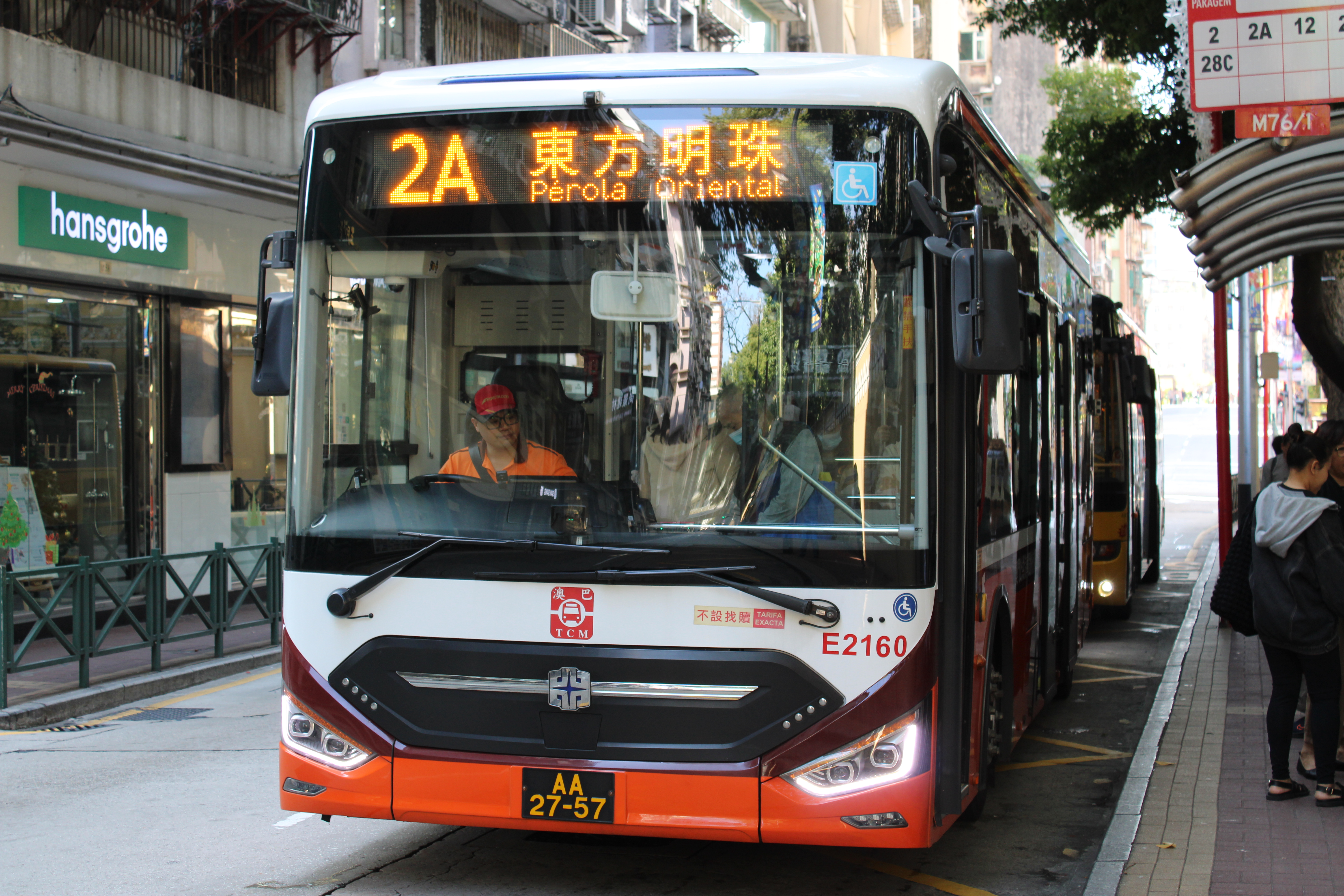
中通LCK6980SHEVG
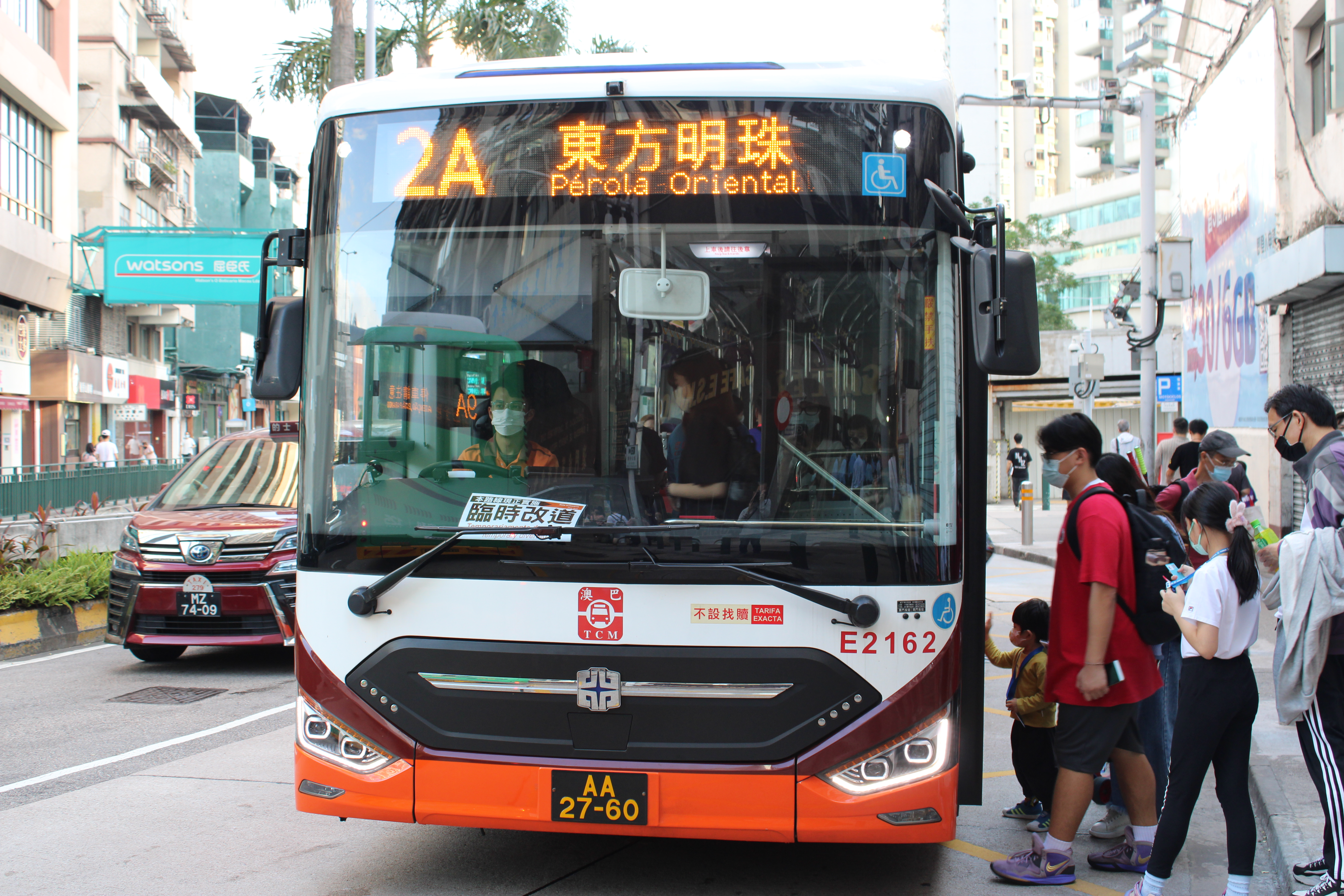
中通LCK6980SHEVG
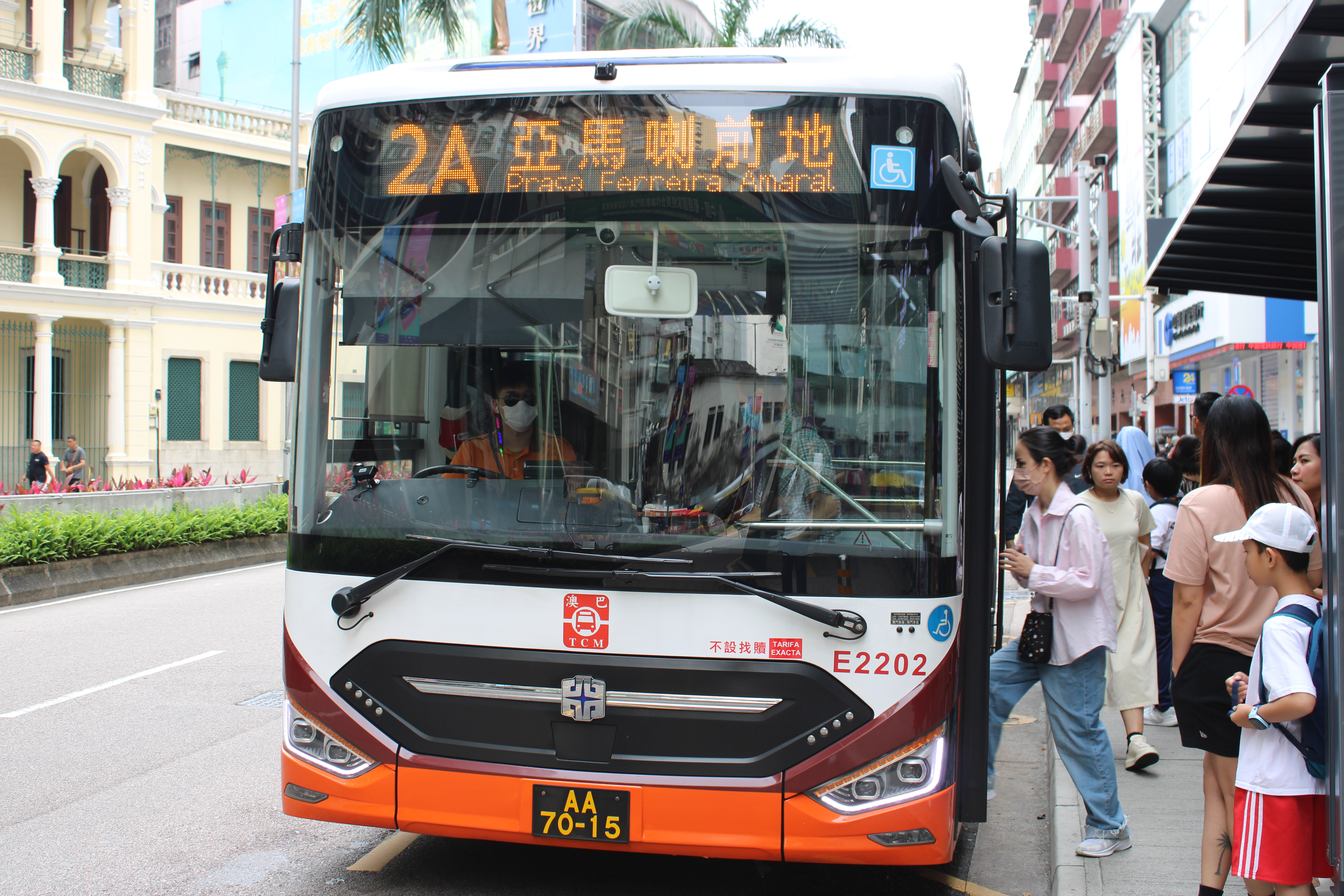
中通LCK6980SHEVG
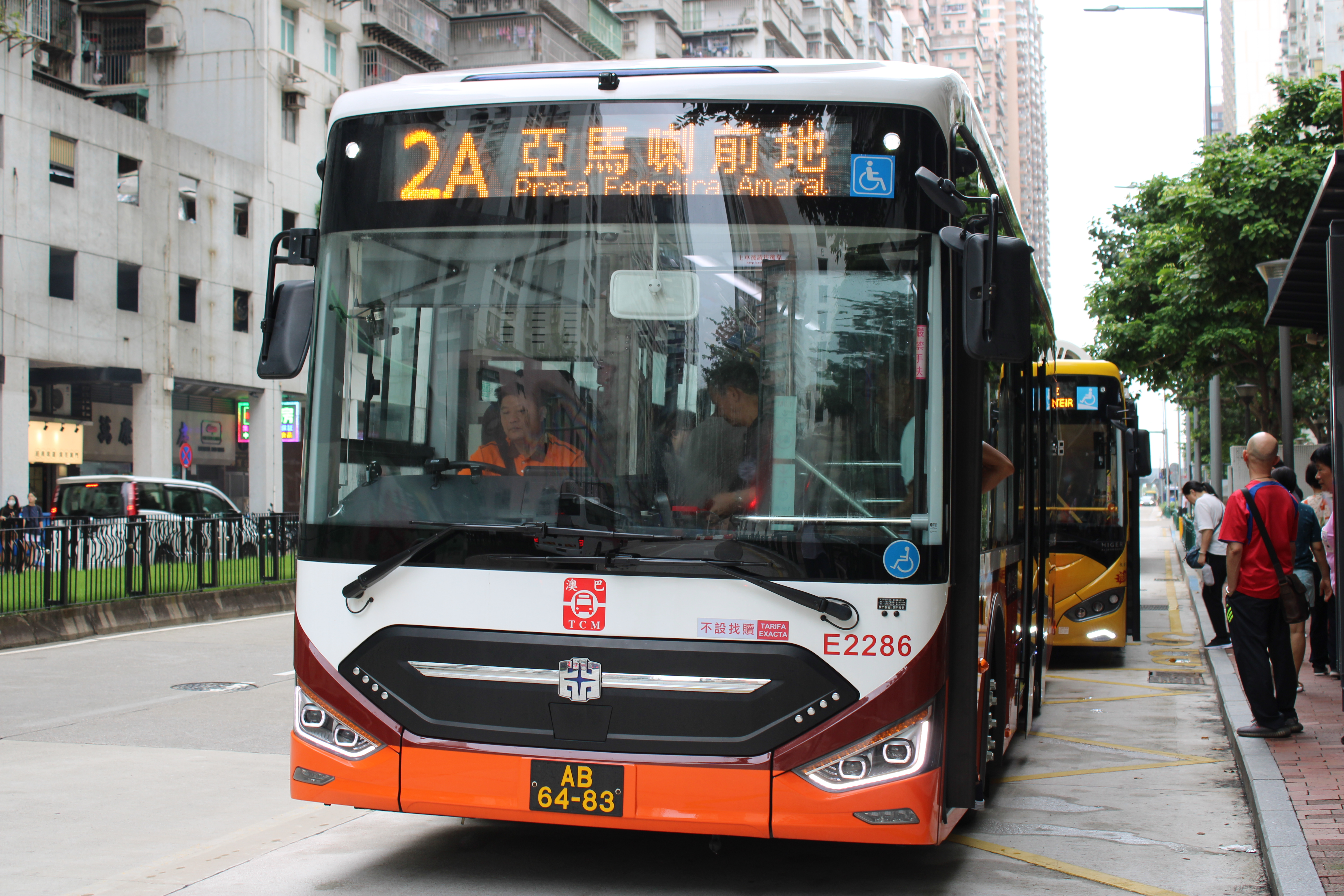
中通LCK6980SHEVG

2013年8月9日起：
- 五洲龍FDG6951G

2022年3月17日起：
- 中通LCK6980SHEVG
- 五洲龍FDG6951G

2022年5月15日起：
- 中通LCK6980SHEVG

## 電牌
| 往黑沙環方向    | 往黑沙環方向 | 往黑沙環方向 |
| 日期            | 頭牌         | 圖例         |
| --------------- | ------------ | ------------ |
| 2022年6月19日前 | 東方明珠街   |              |
| 2022年6月19日起 | 東方明珠     |              |
| 往中區方向      |              |              |
| 日期            | 頭牌         | 圖例         |
| 開線至今        | 亞馬喇前地   |              |

## 路線資料

### 收費
| 收費類別     | 收費類別                      | 收費類別             | 費用 |
| ------------ | ----------------------------- | -------------------- | ---- |
| 現金         | 現金                          | 現金                 | $6.0 |
| 境外支付工具 | 支付寶（內地及香港）          | 支付寶（內地及香港） | $6.0 |
| 境外支付工具 | 雲閃付 非綁定澳門銀聯卡       |                      | $6.0 |
| 境外支付工具 | 微信支付（內地及香港）        |                      | $6.0 |
| 境外支付工具 | 交通聯合 非澳門發行的全國通卡 |                      | $6.0 |
| 境內支付工具 | 澳門通                        | 全民卡               | $3.0 |
| 境內支付工具 | 澳門通                        | 學生卡               | $1.5 |
| 境內支付工具 | 澳門通                        | 長者卡               | 免費 |
| 境內支付工具 | 澳門通                        | 殘疾卡               | 免費 |
| 境內支付工具 | 聚易用＋                      | 聚易用＋             | $3.0 |

### 服務時間及班距
| 服務時間                     | 服務時間     | 星期一至六  | 星期日 （含公眾假期） |
| ---------------------------- | ------------ | ----------- | --------------------- |
| 東方明珠總站                 | 東方明珠總站 | 06:30-23:25 | 06:30-23:25           |
| 班距                         | 尖峰         | 8-12分鐘    | 10-12分鐘             |
| 班距                         | 離峰         | 12-15分鐘   | 12-15分鐘             |
| 懸掛8號風球後1小時開出尾班車 |              |             |                       |

### 路線停站
| 2A   | 東方明珠 ↺ 亞馬喇前地 | 東方明珠 ↺ 亞馬喇前地      |
| 序號 | 循環線                | 循環線                     |
| 序號 | 站號                  | 站名                       |
| 1    | M2/3                  | 東方明珠總站               |
| 2    | M219/2                | 勞動節大馬路               |
| 3    | M51                   | 東北大馬路／廣華           |
| 4    | M233                  | 東北大馬路／東華           |
| 5    | M47/2                 | 新雅馬路／母親會           |
| 6    | M61/1                 | 二龍喉公園                 |
| 7    | M73/1                 | 得勝花園                   |
| 8    | M270/2                | 塔石體育館                 |
| 9    | M153/1                | 水坑尾／公共行政大樓       |
| 10   | M168                  | 八角亭                     |
| 11   | M172/17               | 亞馬喇前地                 |
| 12   | M261                  | 約翰四世大馬路／馬統領街   |
| 13   | M144/1                | 水坑尾／天神巷             |
| 14   | M76/1                 | 盧廉若公園                 |
| 15   | M59                   | 荷蘭花園                   |
| 16   | M45                   | 荷蘭園／柏蕙               |
| 17   | M46/2                 | 鮑思高球場                 |
| 18   | M54                   | 電力公司                   |
| 19   | M234                  | 東北大馬路／海濱           |
| 20   | M226                  | 勞動節街／中葡職業技術學校 |
| 21   | M236                  | 黑沙環中街／黑沙環衛生中心 |
| 22   | M2/3                  | 東方明珠總站               |

### 賽車期間路線停站
| 2A   | 東方明珠 ↺ 亞馬喇前地 | 東方明珠 ↺ 亞馬喇前地      |
| 序號 | 循環線                | 循環線                     |
| 序號 | 站號                  | 站名                       |
| 1    | M2                    | 東方明珠總站               |
| 2    | M219                  | 勞動節大馬路               |
| 3    | M51                   | 東北大馬路／廣華           |
| 4    | M233                  | 東北大馬路／東華           |
| 5    | M47                   | 新雅馬路／母親會           |
| 6    | M61                   | 二龍喉公園                 |
| 7    | M73                   | 得勝花園                   |
| 8    | M270                  | 塔石體育館                 |
| 9    | M153                  | 水坑尾／公共行政大樓       |
| 10   | M173                  | 約翰四世大馬路             |
| 11   | M172                  | 亞馬喇前地                 |
| 12   | M261                  | 約翰四世大馬路／馬統領街   |
| 13   | M144                  | 水坑尾／天神巷             |
| 14   | M76                   | 盧廉若公園                 |
| 15   | M84                   | 高士德／培正               |
| 16   | M92                   | 俾利喇／高士德             |
| 17   | M39                   | 澳廣視                     |
| 18   | M36                   | 慕拉士巷                   |
| 19   | M234                  | 東北大馬路／海濱           |
| 20   | M226                  | 勞動節街／中葡職業技術學校 |
| 21   | M236                  | 黑沙環中街／黑沙環衛生中心 |
| 22   | M2                    | 東方明珠總站               |

- 粗體字為大賽車期間臨時停靠站點

## 客量
- 本線的主要功能為輔助2路線。但相比2、12路線，本線班次非常稀疏，而且12路線比本線更快捷，再加上本線亦沒有任何獨市位，令客量十分低迷，新福利時期更派出三菱Rosa以節省資源，離峰時段大部份班次都是吉車遊街收場。雖然班次較為頻密，但是過了客量大的尖峰時段後，「見車上車」的乘客佔大多數，部分乘客更於離峰時段情願等12路線都不願乘搭本線。後隨著黑沙環區居民對該線需求越來越大，本線於尖峰時段開始出現客滿狀況，亦開始有聲音要求使用更大的車型。

- 根據2020年公報，本線在2019年度共開出48,170班，乘車人次為2,129,662人次，平均每班接載44.2人次。

## 圖片集

### 新福利時期
- 蘇州金龍KLQ6930G

### 澳巴時期
- 五洲龍FDG6920BG
- 五洲龍FDG6951G
- 五洲龍FDG6951G
- 宇通ZK6118HGE
- 五洲龍FDG6951G
- 宇通ZK6902HG
- 宇通ZK6986HG
- 中通LCK6980SHEVG
- 中通LCK6980SHEVG
- 中通LCK6980SHEVG
- 中通LCK6980SHEVG
- 中通LCK6980SHEVG

## 外部連結
- （繁體中文）澳門公共汽車有限公司 （页面存档备份，存于）